# Kiunga (genre)
Genre
Kiunga est un genre de poissons à nageoires rayonnées de la famille des Pseudomugilidae.

## Liste des espèces
Selon FishBase (8 mai 2017) :
- Kiunga ballochi Allen, 1983
- Kiunga bleheri Allen, 2004